# MacLeod Andrews
MacLeod Andrews (ur. w Louisville) – amerykański aktor i producent filmowy.

## Życiorys
Urodził i wychowywał się w Louisville w stanie Kentucky.
Jest członkiem przedsiębiorstwa Rising Phoenix Rep Theater Company. Występował w sztukach off-broadwayowskich. Udziela głosu jako narrator audiobooków. Jako aktor filmowy debiutował rolą w krótkometrażowym dramacie Tuesday Morning (2007) w reżyserii Brian Siegele'a. W thrillerze science-fiction Found in Time (2012) odegrał pierwszoplanową rolę Chrisa, mężczyzny obdarzonego postrzeganiem pozazmysłowym. Perry Blackshear obsadził go w swoim debiucie reżyserskim, They Look Like People (2015), stanowiącym miks horroru, dramatu i dreszczowca psychologicznego. Ponadto Andrews był jednym z koproducentów obrazu. Występ w tym filmie oraz współrealizacja projektu przyniosły Andrewsowi sześć nagród.
Od 2011 roku mieszka w Los Angeles.

## Dorobek artystyczny

### Wybrana filmografia
- 2007: Tuesday Morning jako Jamie
- 2012: Found in Time jako Chris
- 2015: They Look Like People jako Wyatt
- 2016: Split jako Stan/Satan
- 2016: The Forest Eater jako Ray Carpenter
- 2017: A Ghost Waits jako Jack
- 2019: Doktor Sen (Doctor Sleep) jako Roger Macassi
- 2019: The Siren jako Al

### Wybrane role teatralne
- 2007, Atlantic Stage 2: Hang Up
- 2008, Atlantic Stage 2: Somewhere in the Pacific
- 2013, Rattlestick Playwrights Theater: Slipping

## Nagrody i wyróżnienia
- 2011, Audie Awards:
  - nominacja do nagrody Audie w kategorii najlepsza narracja powieści młodzieżowej (za narrację książki Will Grayson, Will Grayson)[5]
- 2015, Independent Film Festival of Boston:
  - Główna Nagroda Jury w kategorii najlepszy film pełnometrażowy (za koprodukcję filmu They Look Like People) (inni wyróżnieni: Perry Blackshear, Kimberly Parker, Evan Dumouchel, Margaret Ying Drake)[3]
- 2015, Nashville Film Festival (Graveyard Shift Competition):
  - nagroda przyznana za najlepszą kreację aktorską (za rolę w filmie They Look Like People)[3]
  - Główna Nagrody Jury przyznana za najlepszy film (za koprodukcję filmu They Look Like People) (inni wyróżnieni: Perry Blackshear, Kimberly Parker, Evan Dumouchel, Margaret Ying Drake)[3]
  - nagroda Southwest Airlines Audience (za koprodukcję filmu They Look Like People) (inni wyróżnieni: Perry Blackshear, Kimberly Parker, Evan Dumouchel, Margaret Ying Drake)[3]
- 2015, Slamdance Film Festival:
  - Specjalna Nagroda Jury przyznana za najlepszy film pełnometrażowy (za koprodukcję filmu They Look Like People) (inni wyróżnieni: Perry Blackshear, Kimberly Parker, Evan Dumouchel, Margaret Ying Drake)[3]
  - Nagroda Głowna przyznawana za najlepszy film − specjalne wyróżnienie (za koprodukcję filmu They Look Like People) (inni wyróżnieni: Perry Blackshear, Kimberly Parker, Evan Dumouchel, Margaret Ying Drake)[3]
- 2017, iHorror Awards:
  - nominacja do nagrody iHorror w kategorii najlepszy aktor w filmie grozy (za rolę w filmie They Look Like People)[3]